# Ken Jones (cầu thủ bóng đá, sinh năm 1941)
Kenneth Brian Jones (sinh ngày 9 tháng 2 năm 1941) là một cựu cầu thủ bóng đá thi đấu ở Football League ở vị trí tiền vệ

## Sự nghiệp
Sinh ra ở Keighley, Jones khởi đầu sự nghiệp với Southend United, ghi 34 bàn thắng trong 87 lần ra sân. Ông chuyển đến Millwall năm 1964, và có 178 lần ra sân, ghi 11 bàn thắng. Ông chuyển sang Colchester United năm 1969, với 23 bàn thắng trong 77 trận quốc nội, sau đó sang bóng đá non-league thi đấu cho Margate.

## Danh hiệu

### Câu lạc bộ
Millwall
- Á quân Football League Third Division (1): 1965-66
- Á quân Football League Fourth Division (1): 1964-65